# Безумие доктора Тюба
«Безумие доктора Тюба» (фр. La folie du Docteur Tube, 1915) — французский художественный фильм Абеля Ганса.

## Сюжет
Сумасшедший учёный Доктор Тюб изобретает волшебную пудру. С помощью этой пудры человеческое тело искривляется как в кривом зеркале. Первый опыт Доктор Тюб проводит на своей собачке, потом на себе и своём ассистенте-негритёнке. Затем к нему домой заходят две молодые девушки, а вслед за ними два их франта-ухажёра. Воздействие на них пудры приводит их в ужас, однако потом сам Доктор возвращает всех к прежнему виду. Молодые люди на радостях отмечают это событие бутылкой шампанского.

## В ролях
- Альбер Дьёдонне

## Художественные особенности
Абель Ганс применил декорации со смещенной перспективой и съемку в кривых зеркалах. В результате его экспериментов владелец фирмы не решился выпустить «Безумие доктора Тюба» в прокат.